# Bélgica en el Festival de la Canción de Eurovisión 2017
Bélgica participó en el LXII Festival de la Canción de Eurovisión, celebrado en Kiev, Ucrania del 9 al 13 de mayo del 2017, tras la victoria de Jamala con la canción "1944". Como en todos los años impares, la televisora encargada de la participación del país en este año fue de la RTBF. La televisora decidió mantener su sistema de la elección interna. La artista Blanche, fue seleccionada para representar al país el 22 de noviembre de 2016, siendo una de las primeras artistas en ser confirmadas para el festival. Su canción "City Lights" fue presentada el 8 de marzo de 2017.
Tras la presentación de su canción, Bélgica se convirtió rápidamente en una de las favoritas para ganar el festival, manteniéndose entre los 5 países con mejores cuotas en las casas de apuestas, durante las semanas previas al concurso. Bélgica, inició su participación dentro de la primera semifinal realizada el 9 de mayo de 2017. A pesar de un criticado directo por la prensa y un sector de los fanes, el país fue anunciado dentro de los 10 seleccionados para la final del día sábado. Los resultados revelados posteriormente le dieron la 4.ª posición con 165 puntos. En la gran final del 13 de mayo, la canción obtuvo 108 puntos del jurado, que la colocó en 9.º lugar, y 255 puntos del público, que la colocó 4.ª. En conjunto, Bélgica finalizó en 4.º lugar con 363 puntos, manteniendo su buena racha en el concurso con su tercer Top-10 consecutivo.

## Historia de Bélgica en el Festival de la Canción de Eurovisión
Bélgica es uno de los países fundadores del Festival, que inició en 1956. Bélgica ha ganado en una ocasión el concurso: en 1986 con la cantante Sandra Kim, y el tema "J'aime la vie", siendo ella la ganadora más joven del concurso, al vencer con solo 13 años. A pesar de ser considerado uno de los países "clásicos" del festival, en los últimos años no cuentan con grandes resultados, habiendo clasificado en 5 ocasiones a la final desde la introducción de las semifinales en 2004, incluyendo cinco eliminaciones consecutivas entre 2005 y 2009.
En 2016, Laura Tesoro logró el 10.º lugar en la final con la canción disco "What's the Pressure?", tras obtener 181 puntos, siendo considerada una de las revelaciones de esa edición.

## Representante para Eurovisión

### Elección Interna
Bélgica confirmó su participación en el Festival de Eurovisión de 2017. Al ser dos cadenas las encargadas de la participación belga en la competencia, éstas se turnan su participación año tras año. En 2017, la participación corrió a cargo de la RTBF. El 22 de noviembre de 2016, y siendo una de las primeras artistas confirmadas, la cantante novel, Blanche, fue seleccionada para representar a Bélgica.
- Datos: Q27905369
- Multimedia: Belgium in the Eurovision Song Contest 2017 / Q27905369